# Augías
En la mitología griega, Augías o Áugeas (en griego antiguo: Αύγείᾶς, Augeías, literalmente «brillante») era un rey de Élide e hijo del titán del sol Helios, de quien heredó un portentoso ganado. Tenía tantas vacas y rebaños de cabras que la mayor parte de su país quedó estéril por causa del estiércol de los rebaños.
Augías también formó parte de la expedición de los argonautas, siendo el encargado de intentar convencer a su hermanastro Eetes de que entregara el vellocino de oro voluntariamente. A esta iniciativa se unieron sus sobrinos, agradecidos de que los argonautas les hubieran rescatado tras un naufragio. Pero Eetes no lo quiso reconocer como hermano, y los expulsó de su palacio amenazándoles con torturarlos y matarlos.

## Familia
No hay una tradición unánime sobre la filiación de Augías. Apolodoro nos ofrece las tres variantes más comunes, y no se decide entre el padre de este, al que denomina como Helios, Poseidón o Forbante. Pausanias dice que su padre fue el rey epónimo Eleo, y que lo sucedió en el trono. Se ofrecen tres variantes sobre la madre de Augías, siendo esta Hirmina, hija de Epeo, o bien Nausídame, hija de Anfidamante, o incluso una tal Ifíboe. Augías a menudo es descrito como hermano de Áctor, el padre putativo de los moliones. Homero nos habla de dos hijos de Augías: Agástenes y Agameda. Otros autores citan a tres hijos más, como Epicaste, que tuvo ayuntamiento con Heracles; Fileo, que le sucedió en el trono; y además un tal Éurito. Ningún autor cita el nombre de la esposa de Augías. 

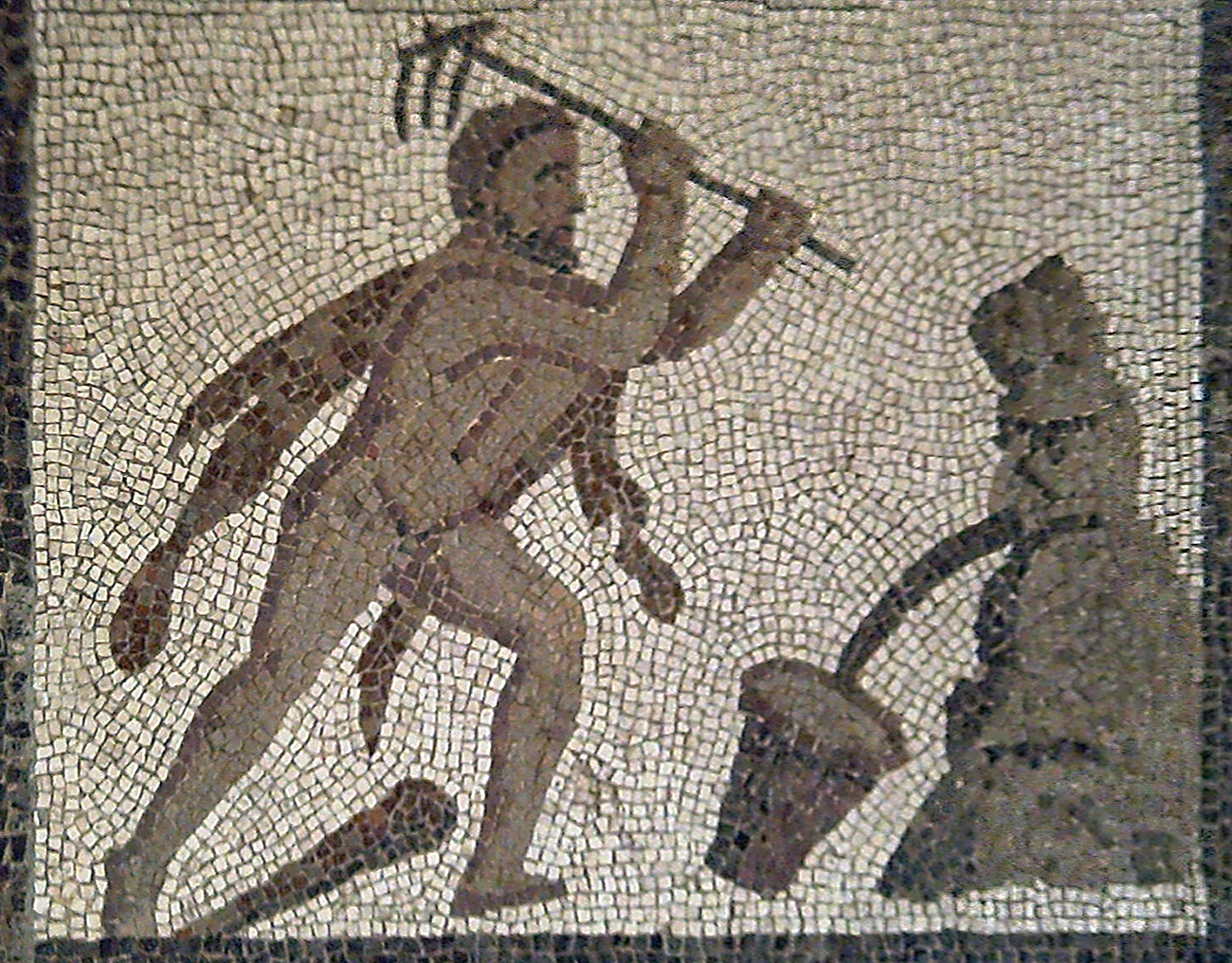
Hércules desviando el cauce de los ríos Alfeo y Peneo. Detalle del mosaico de los trabajos de Hércules de Liria (Valencia), en el M.A.N. (Madrid).

## Los establos de Augías
Por designio de los dioses, el ganado de Augías no sufría de enfermedades, por lo que logró poseer el mayor rebaño de todo el país. Doce toros que le había regalado su padre Helios defendían al resto de la manada, haciendo que el ganado de Augías tampoco sufriera bajas por las fieras de los alrededores. Eran conocidos sus establos, que nunca habían sido limpiados hasta que lo hizo Heracles en un solo día en cumplimiento de su quinto trabajo. Euristeo le encargó esta extraña misión con el fin de humillarle y ridiculizarle, pues tal era la cantidad de excrementos acumulados en los establos que era prácticamente imposible limpiarlos en un solo día. Así el gran Heracles, vencedor de terribles monstruos y hazañas heroicas, caería humillado ante una tarea tan denigrante. Pero el astuto héroe cumplió su trabajo abriendo un canal que atravesaba los establos y desviando por él el cauce de los ríos Alfeo y Peneo, que arrastraron toda la suciedad.
Augías montó entonces en cólera, pues había prometido a Heracles regalarle una parte de su ganado si realizaba la misión en un solo día. Se negó a cumplir su promesa alegando que el trabajo lo habían realizado los ríos, y cuando el testimonio de su hijo Fileo convenció a los jueces para que le dieran la razón a Heracles, Augías le desterró del reino. Euristeo por su parte tampoco consideró el trabajo como uno de los diez, ya que Heracles había sido contratado por Augias.
Heracles abandonó Élide y buscó alianzas entre los príncipes de toda Grecia para atacar a Augías, pero fue derrotado por los moliones, que mataron a su hermano Ificles. Los corintios, aliados de Heracles, proclamaron entonces la tregua ístmica, ante las numerosas bajas que el ejército de Augías estaba provocando. Tres años más tarde, Heracles aprovechó que los eleos estaban celebrando un festival en honor a Poseidón para tender una emboscada en la que mató a los moliones y a Éurito, hijo de Augías, dejándole así sin sus mejores generales. Posteriormente volvió a reclutar otro ejército entre las ciudades del Peloponeso y con él saqueó la Élide y mató a Augías, poniendo al desterrado Fileo en el trono de su padre. Para celebrar la victoria, Heracles instauró los famosos juegos olímpicos.

## Sucesión
Hay dos versiones sobre la sucesión en el trono de Élide. En la primera, Heracles volvió vengativo al frente de un heterogéneo ejército que había reclutado por todo el Peloponeso y, tras algunas derrotas iniciales, logró vencer y matar a Augías, asoló Élide y repuso a Fileo en el trono de su padre en agradecimiento por haberle apoyado en el juicio. Sin embargo, Pausanias afirma que Heracles perdonó la vida de Augías y restauró su reinado, y Fileo se estableció definitivamente en Duliquio. Según esta versión, a su muerte, Augías sería sucedido por su hijo Agástenes.
| Predecesor: Eleo | Reyes míticos de Élide | Sucesor: Fileo |

| Predecesor: Fileo | Reyes míticos de Élide | Sucesor: Agástenes, Anfimaco y Talpio |